# GANT
GANT是总部位于瑞典斯德哥尔摩的国际服装品牌。该公司由Bernard Gantmacher于1949年在美国创立。1914年，乌克兰犹太移民Gantmacher来到纽约，并遇见了他未来的妻子——扣子和扣眼专家Rebecca Rose。2006年春天，Gant成为上市公司，在纽约证券交易所发行O股，直至2008年3月20日 被瑞士零售集团Maus Frères收购后退市。
Gant因向大众市场推出纽扣领衬衫而广为人知。该公司还推出了获得设计奖的纽扣尖设计，并在衬衫背部增加了挂衣环。公司的业务遍及70个国家和地区，全球范围内有583家Gant专卖店，4,000多家优选零售商。
GANT於挪威開展了一項活動，該活動在客戶購買過程的每個階段都測試了廣告創意和展示位置，以找到效果最好的組合。銷售漏斗的頂部是建立品牌知名度的地方，在這裡，該團隊基於已購客戶和感興趣的目標受眾創建了類似廣告受眾，吸引那些可能對GANT感興趣的挪威人。引人注目的影片廣告和快拍廣告會吸引人們進一步探索該品牌。GANT在此階段也進行了實驗，允許Facebook演算法自動向廣泛受眾中最相關的人展示廣告。 在第二階段，對GANT感興趣的人們通過廣告互動或其他線上互動、訪問網站看到了更多廣告。這些精品欄廣告和輪播廣告中展示了服裝靈感和季節性商品，激發了人們的購買欲。最後，為推動銷售，人們會在動態廣告中看到他們從前瀏覽過或考慮過購買的商品。為了在此階段盡可能有效地促進轉化，GANT通過一些使用者行為（例如查看內容和添加到購物車）對受眾進行了細分，並向他們展示了創意廣告和鼓勵購買的消息(資料來源:ZHENPIN NETWORK（页面存档备份，存于）)。